# Санта-Лузия (Минас-Жерайс)
Санта-Лузия (порт. Santa Luzia) — муниципалитет в Бразилии, входит в штат Минас-Жерайс. Составная часть мезорегиона Агломерация Белу-Оризонти. Входит в экономико-статистический микрорегион Белу-Оризонти. Население составляет 224 955 человек на 2006 год. Занимает площадь 233,759 км². Плотность населения — 939,9 чел./км².

## История
Город основан 18 марта 1847 года.

## Статистика
- Валовой внутренний продукт на 2003 год составляет 1 026 537 402,00 реалов (данные: Бразильский институт географии и статистики).
- Валовой внутренний продукт на душу населения на 2003 год составляет 5038,42 реалов (данные: Бразильский институт географии и статистики).
- Индекс развития человеческого потенциала на 2000 год составляет 0,754 (данные: Программа развития ООН).

## Галерея

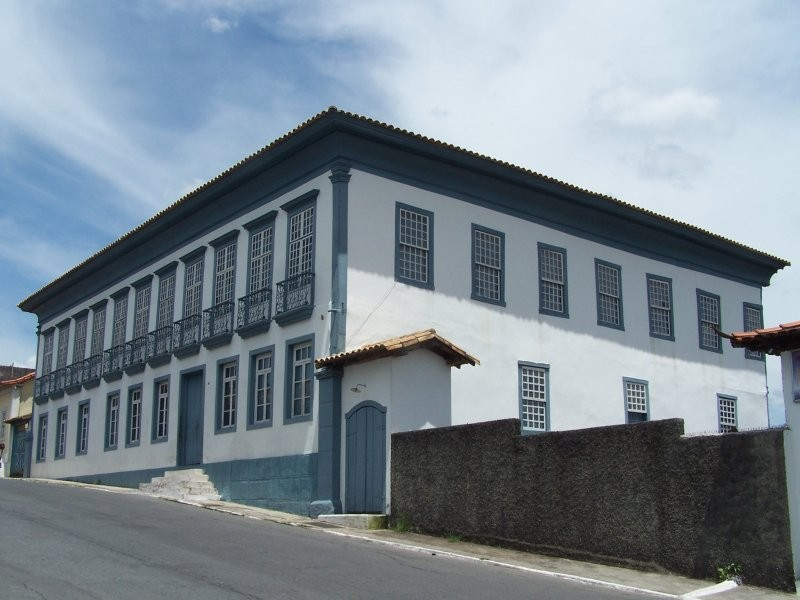
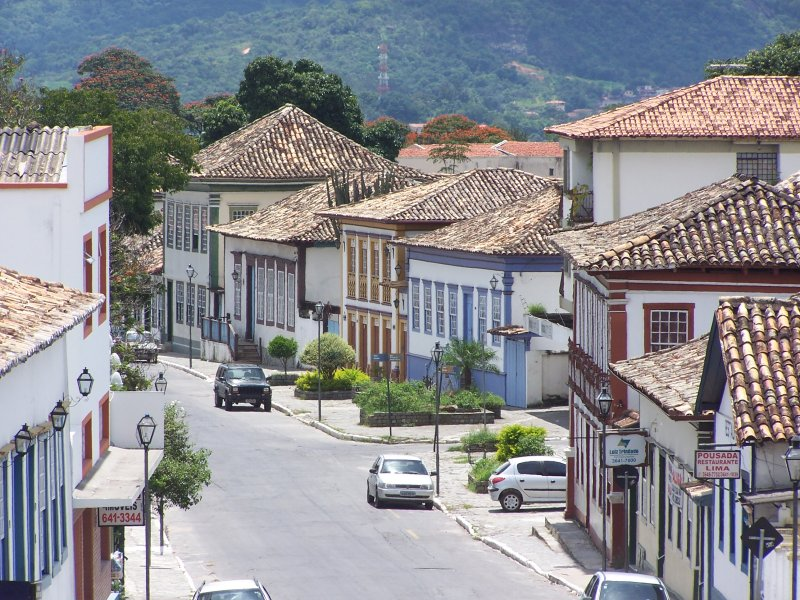
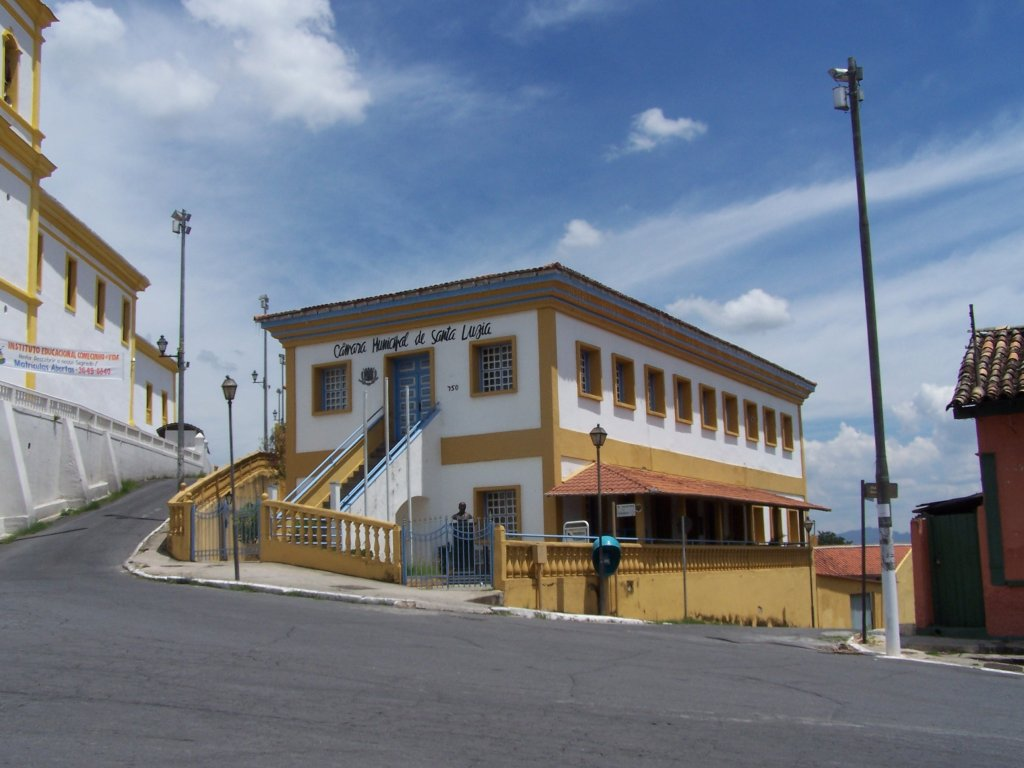